# Aglaia mariannensis
Aglaia mariannensis (Chamorro: mapunyao of mapuñao) is een plantensoort uit de familie Meliaceae. Het is een kleine tot middelgrote boom. De boom heeft grote  donkergroene, glanzende geveerde samengestelde bladeren, dicht op elkaar gerangschikt op stengels. De kleine, geelgroene en geurige bloemen zijn gerangschikt in pluimen en ruiken naar citronella. De vrucht is geel of oranje van kleur en ovaal van vorm. Deze bevat een of twee zaden ter grootte van een koffieboon. Het schaarse vruchtvlees is sponsachtig en droog.
De soort komt voor op de Marianen, de Carolinen en op Guam, gelegen in de westelijke Grote Oceaan ten noorden van Nieuw-Guinea. Op Guam maakt de soort onderdeel uit van de ondergroei in bossen op kalksteenbodems. Op de Marianen-eilanden ten noorden van Saipan komt de soort ook voor op vulkanische bodems.

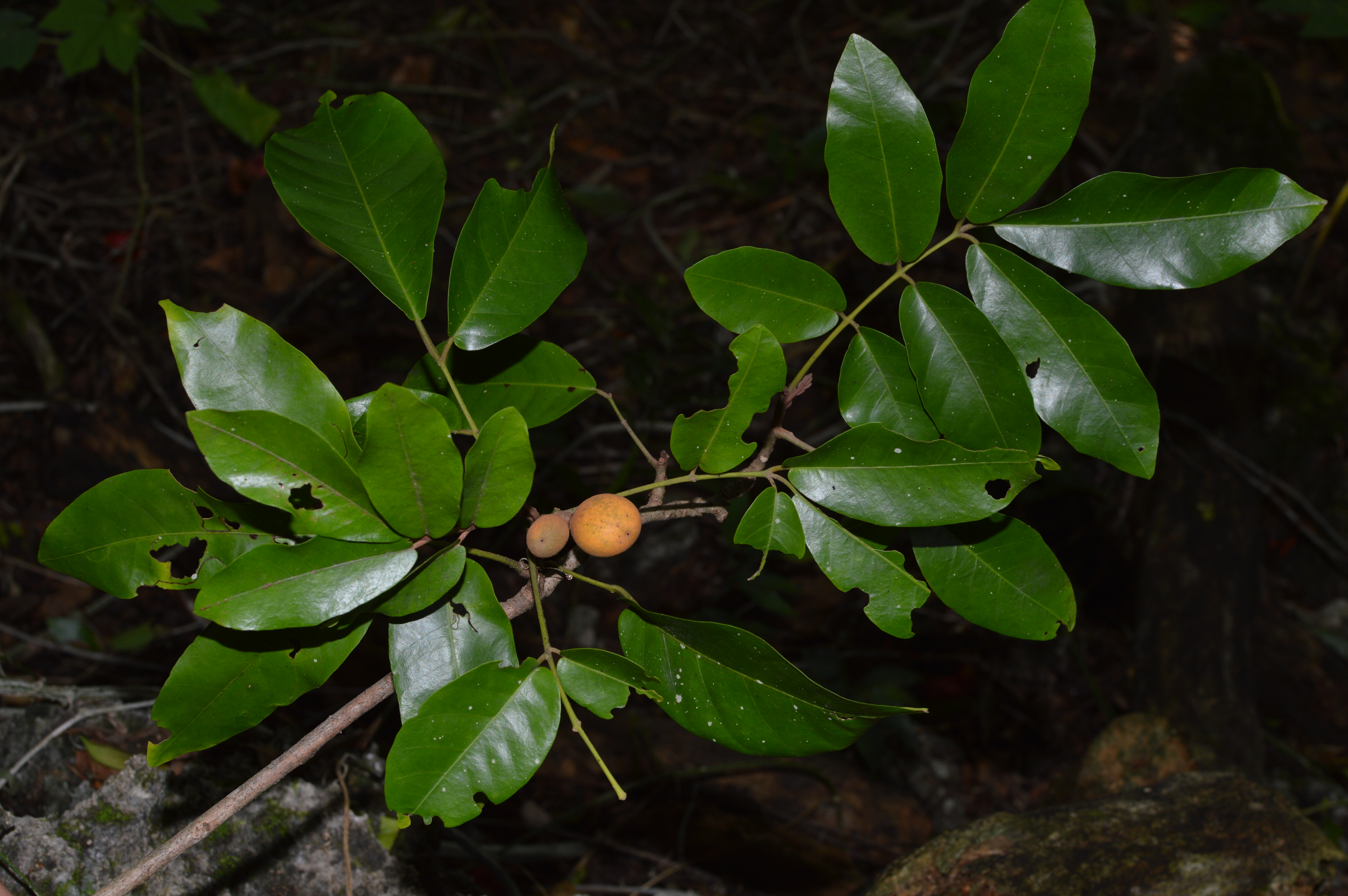
Tak met bladeren en twee vruchten